# دين ريتشاردز (لاعب اتحاد الرغبي)
دين ريتشاردز (بالإنجليزية: Dean Richards)‏ هو لاعب اتحاد الرغبي بريطاني، ولد في 11 يوليو 1963 في نانيتون ‏ في المملكة المتحدة.

## وصلات خارجية
- دينيسي ريتشاردز عل موقع إسبنسكروم (الإنجليزية)